# 老爸评测
老爸评测是總部位於中華人民共和國浙江省杭州市上城区的一個評測機構，成立於2015年8月，創始人魏文鋒在創辦公司時已從事十多年的检测工作。
老爸評測的創辦始於創始人對於其女兒包书皮品質的質疑。之後他開設了微信公眾號老爸评测以及創辦杭州老爸评测科技有限公司。2016年，老爸评测曝光毒跑道后，推动了GB36246-2018《中小学合成材料面层运动场地》的修订。2017年曝光儿童电话手表表带中含有多环芳烃后，深圳消保委编制了《深圳市儿童智能手表标准化技术文件》团体标准，對表带中的多环芳烃类物质進行限量。2017年11月，老爸评测被浙江省质量技术监督局授予浙江省产品质量安全伤害信息监测点。2018年6月，老爸评测通过自媒体评测以及电商的模式營利，並且九成盈利依賴於電商。斯坦福社会创新评论援引中国人民大学商学院副教授赵萌的話認為，老爸评测同時檢測和賣貨的商业模式會有损其公信力。2020年11月，老爸评测成为科普中国传播矩阵成员。

## 外部連結
- 官方网站